# Färs häradsdräkt

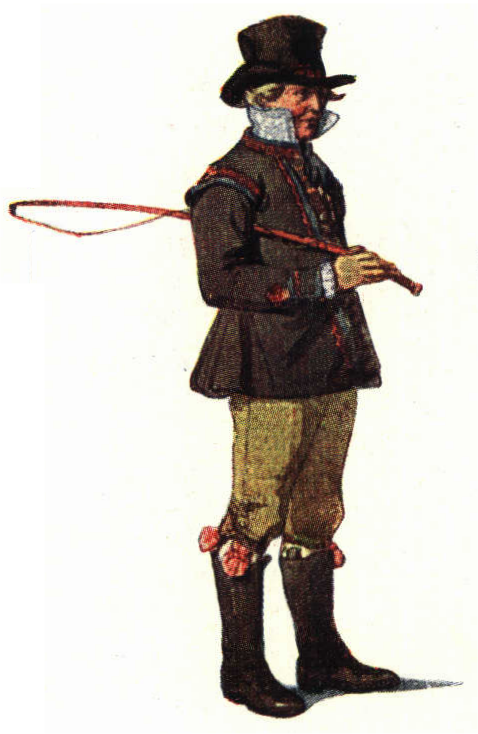
Folkdräkt, Färs härad, Nordisk familjebok

Färs härads är en folkdräkt (eller bygdedräkt) från Färs härad i Skåne.

## Kvinnodräkt
Dräkten består av:
- särk
- kjol
- kjortel
- klocka
- livstycke
- tröja/jacka - kort av vadmal eller kläde i svart, blå, brun röd eller grön.
- spedetröja
- klut
- bröstlapp
- lister
- kläde
- förkläde
- bugbån